# Wambaix
Wambaix ist eine französische Gemeinde mit 368 Einwohnern (Stand: 1. Januar 2022) im Département Nord in der Region Hauts-de-France; sie gehört zum Arrondissement Cambrai und zum Kanton Le Cateau-Cambrésis. Die Einwohner werden Wambésiens genannt.

## Geographie
Die Gemeoinde Wambaix liegt im Süden der ehemaligen Grafschaft Hennegau, etwa sieben Kilometer südöstlich von Cambrai. Umgeben wird Wambaix von den Nachbargemeinden Awoingt im Nordwesten und Norden, Estourmel im Norden und Nordosten, Cattenières im Osten, Haucourt-en-Cambrésis im Südosten, Esnes im Süden sowie Séranvillers-Forenville im Westen.

## Geschichte
Im Jahr 847 bestätigt König Karl der Kahle dem Kloster Saint-Amand (Dep. Nord) Besitz in Wambace (Regnum Francorum online D_Charles_II, 092). Diese Urkunde stellt bisher die einzige Quelle zur Geschichte von Wambaix dar. Die weiteren Nennungen des Ortes 917 Wambees, 958 Vuambia und 1111 Gambais stammen aus französischer Sekundärliteratur (A. Danzat, Dictionnaire ...) und sind durch Quellen nicht belegt.

## Bevölkerungsentwicklung
| Jahr                       | 1962 | 1968 | 1975 | 1982 | 1990 | 1999 | 2006 | 2012 | 2021 |
| Einwohner                  | 355  | 345  | 298  | 334  | 346  | 332  | 298  | 331  | 368  |
| Quellen: Cassini und INSEE |      |      |      |      |      |      |      |      |      |

## Sehenswürdigkeiten

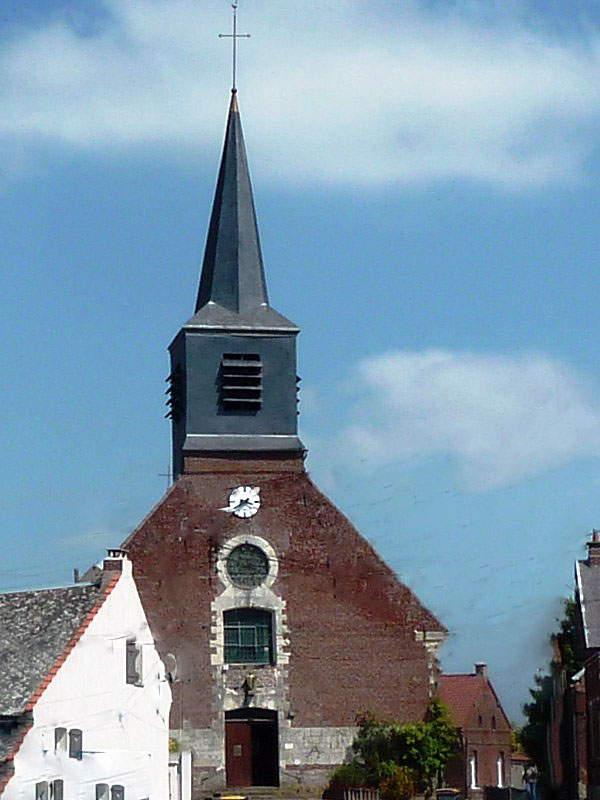
Kirche Saint-Amand
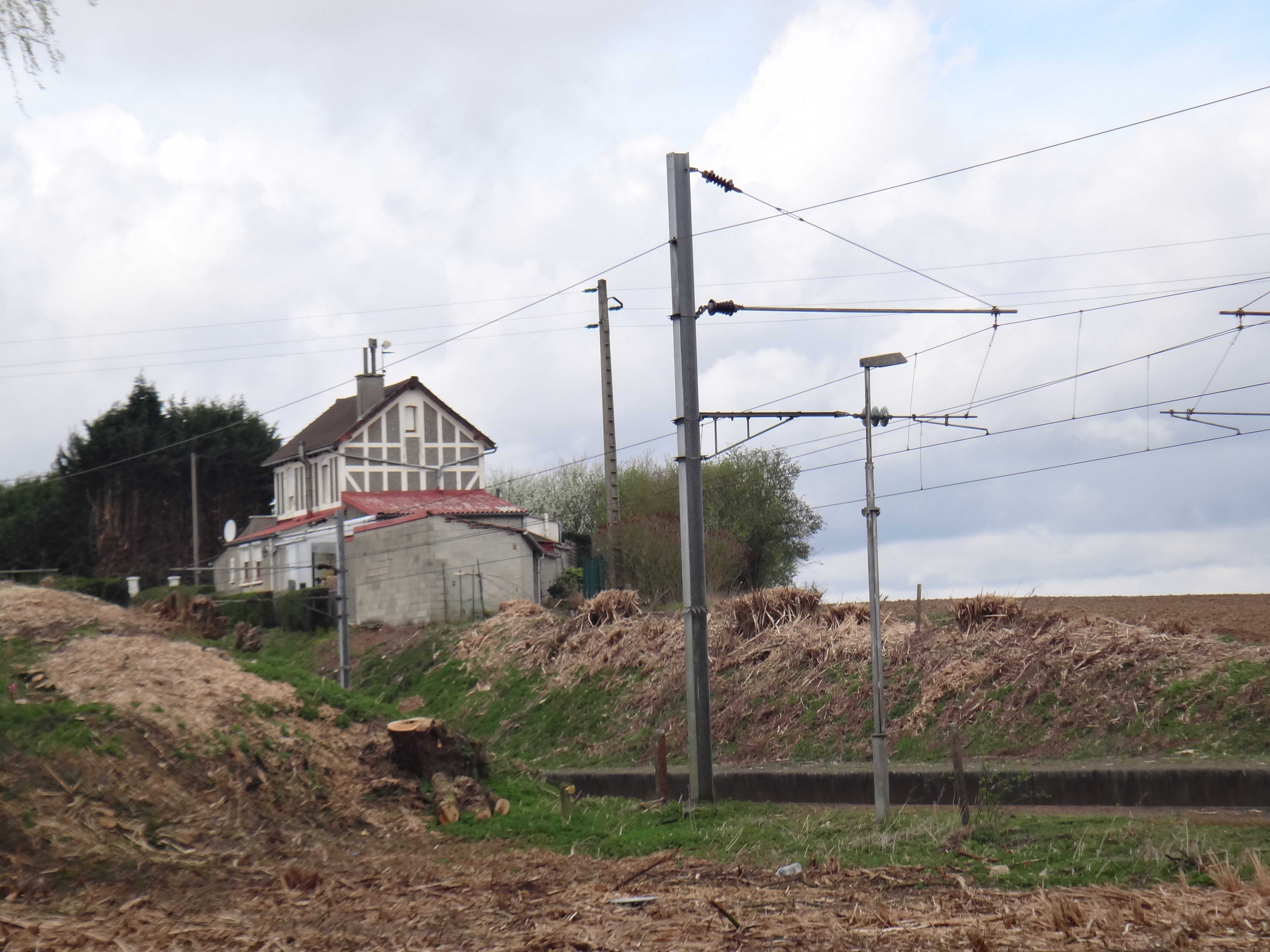
Bahnstation Wambaix

- Kirche Saint-Amand
- Bahnstation Wambaix